# Guntram (Oper)
Guntram, op. 25, ist die erste Oper von Richard Strauss. Sie wurde im Stile der deutschen romantischen Oper gestaltet, stark beeinflusst von Richard Wagners Werken Parsifal und Der Ring des Nibelungen.
Der junge Strauss beschäftigte sich seit seinem 18. Lebensjahr, nachdem er seinen Vater zu den Bayreuther Festspielen begleitet hatte, intensiv mit den Werken Wagners. Angeregt von seinem Mentor, dem Wagnerianer Alexander Ritter, begann er mit Guntram bald einen ähnlichen Stoff für seine erste Oper zu bearbeiten. Auf seiner Ägypten-Reise im Jahr 1892 vollendete er Teile der Oper und konnte sie schließlich am 10. Mai 1894 im Nationaltheater Weimar, wo er Hofkapellmeister war, zu Uraufführung bringen. Die szenische Leitung hatte der auch als Friedhold agierende Ferdinand Wiedey, Bühnenbilder und Kostüme wurden dem Fundus entnommen. Das Werk wurde zwar freundlich aufgenommen, nach einigen Aufführungen jedoch wieder abgesetzt. Ein zweiter Versuch in München brachte keinen Erfolg, so dass das Frühwerk – auch angesichts der späteren Erfolge anderer Strauss-Opern – von anderen Bühnen kaum gespielt worden ist. Erst 1940 gab es, erneut in Weimar, einen Versuch, die vom Komponisten radikal gekürzte Partitur wiederaufzuführen, doch das Werk konnte sich nie einen festen Platz in den Spielplänen erobern.

## Handlung
Eine wohltätige Rittergemeinschaft hat den Sänger Guntram in die Welt entsandt, um als „Streiter der Liebe“ zu wirken. Während seiner Mission kommt er in ein Land, dessen verarmte Einwohner unter einem tyrannischen Fürsten zu leiden haben. Nachdem Guntram den Selbstmord der jungen Herzogin des Landes verhindern konnte, lernt er ihren Vater, den alten Herzog, kennen, der ihn aus Dank für seine Tat an den Hof des jungen Herzogs Robert einlädt. Dieser ist ebenfalls zu ihnen gestoßen, wischt aber Anfälle von Eifersucht auf den heldenhaften Retter seiner Frau angesichts von dessen Stand rasch beiseite („ein fahrender Sänger −/ das ist unmöglich!“).
Auf einem Festgelage versucht Guntram den Herzog durch seinen Gesang zu Frieden und Menschenliebe zu bekehren, als plötzlich Nachrichten vom Aufstand des empörten Volks den improvisatorischen Vortrag des Minnesängers unterbrechen. Noch bevor Robert seine Männer in die Schlacht führen kann, sagt Guntram selbst − unterstützt von einigen Vasallen − dem Herzog den Kampf an. Den direkt auf ihn gerichteten Angriff des Herzogs pariert Guntram mit einem tödlichen Zustoßen seines Schwertes. Der alte Herzog übernimmt in einem düsteren Monolog erneut die Macht und lässt Guntram in ein Turmverlies werfen, wo er eines qualvollen Todes sterben soll. Allein zurückgeblieben, befreit sich Freihild in einer abschließenden Soloszene von der rings um sie herrschenden Atmosphäre des Todes und bekennt sich zu Guntram.
Der abschließende dritte Aufzug zeigt Guntram in seinem Verlies, vom Geist des toten Herzogs gequält, doch der Gerechtigkeit seines Tuns letztlich gewiss. Zu höchster Leidenschaft entbrannt, erscheint bald darauf Freihild, um Guntram ihre Liebe zu gestehen und ihn zu befreien. Das Dilemma, wie diese Flucht mit der Liebe der beiden zu vereinbaren wäre, bleibt ungelöst. Auf ebenso geheimnisvolle wie unvorhergesehene Weise erscheint der Abgesandte des „hohen Bundes“, Friedhold, der Guntram für den Tod des Herzogs zur Rechenschaft zieht. Als reuiger Mörder beschließt Guntram, „das letzte, das teuerste Band, / mit dem die Welt mich gefesselt“ − seine frisch entbrannte Liebe zu Freihild − zu zerreißen und sein Leben der Sühne des Tyrannenmordes („meines Daseins Schuld“), der Einsamkeit und religiösen Andacht zu weihen. Sein einziger Trost bleibt das Wissen, dass Freihild ihrer Liebe zu ihm freiwillig entsagt.

## Besetzung der Uraufführung
| Partie              | Ausführende                                                  |
| ------------------- | ------------------------------------------------------------ |
| Der alte Herzog     | Karl Bucha                                                   |
| Freihild            | Pauline de Ahna                                              |
| Herzog Robert       | Franz Schwarz                                                |
| Guntram             | Heinrich Zeller                                              |
| Friedhold           | Ferdinand Wiedey                                             |
| Des Herzogs Narr    | Hans Gießen                                                  |
| Eine alte Frau      | Luise Tibelti                                                |
| Ein alter Mann      | Herr Lutz                                                    |
| Zwei jüngere Männer | Hermann Buche, Herr Barth                                    |
| Drei Vasallen       | Herr Fischer, Herr Schustherr, Herr Henning                  |
| Ein Bote            | Hermann Buche                                                |
| Vier Minnesänger    | Herr von Szpinger, Herr Knöfler, Herr Glitsch, Herr Weyrauch |